# Fiorella Molinelli
Fiorella Giannina Molinelli Aristondo (Lima, 20 de marzo de 1974) es una economista peruana. Fue presidenta del Seguro Social de Salud del Perú (EsSalud) desde marzo del 2018 hasta agosto del 2021. Durante el gobierno de Pedro Pablo Kuczynski, fue ministra de Desarrollo e Inclusión Social desde el 27 de julio del 2017 hasta 9 de enero del 2018.

## Biografía
Fiorella Molinelli nació en la ciudad de Lima, el 20 de marzo de 1974. Es hija de Ángel Molinelli Valle y de Flor de María Aristondo Espinoza.
Realizó sus estudios escolares en el Colegio San Antonio de Mujeres del Callao, institución dirigida por las religiosas del Inmaculado Corazón de María.
Posteriormente, ingresó a la Pontificia Universidad Católica del Perú, donde obtuvo el título de licenciada en Economía. Realizó una maestría en Economía y Políticas Públicas en la Universidad Torcuato Di Tella en Buenos Aires. Su formación académica se complementa con una maestría en Dirección y Gestión de la Salud por la Universidad de Alcalá en España y un Doctorado en Gobierno y Políticas Públicas en la Universidad de San Martín de Porres.

## Trayectoria
Fue asesora de la presidencia del Organismo Supervisor de la Inversión en Energía y Minería de 2006 a 2013, asesora de la presidencia del Congreso de la República en el año 2013 y asesora del Ministerio de Economía y Finanzas en el 2014.
Se desempeñó como directora del INDECOPI, donde lideró la creación e implementación del 'Libro de Reclamaciones', un mecanismo clave para la protección y gestión de los reclamos de los consumidores en el país.
En las elecciones generales del 2016, formó parte de Peruanos Por el Kambio, partido político fundado por Pedro Pablo Kuczynski, y postuló al Congreso de la República por la circunscripción electoral de Lima Metropolitana.
El 29 de julio del 2016, a inicio del gobierno de Pedro Pablo Kuczynski, Fiorella Molinelli fue designada como viceministra de Transportes. Sin embargo, renunció al cargo en junio del 2017. El 6 de junio de 2017 se aceptó su renuncia al cargo y fue designada como viceministra de Construcción y Saneamiento.
El 27 de julio del 2017, el presidente Pedro Pablo Kuczynski nombró y juramentó a Fiorella Molinelli como ministra de Desarrollo e Inclusión Social, en reemplazo de Cayetana Aljovín.
El 6 de marzo de 2018, Molinelli fue designada como representante del Estado ante el Consejo Directivo del Seguro Social de Salud (EsSalud), mediante una resolución suprema firmada por el presidente Pedro Pablo Kuczynski, asumiendo así la presidencia ejecutiva de la entidad, cargo que ejerció hasta agosto de 2021.
Durante su gestión, enfrentó la crisis sanitaria provocada por la pandemia de COVID-19. Uno de sus proyectos más destacados fue la implementación de torres en la Villa Panamericana, con el objetivo de reforzar la capacidad hospitalaria y atender a los pacientes afectados por la emergencia sanitaria.
Actualmente, es fundadora del partido político Fuerza Moderna para las elecciones generales del año 2026.

## Controversias

### Caso Chinchero
Con la llegada del Gobierno de Pedro Pablo Kuczynski, se empezaron a revisar los proyectos pendientes en el Ministerio de Transportes, entre los cuales se encontraba el de la construcción del Aeropuerto Internacional de Chinchero, que tenía la financiación pendiente de aprobación.
El nuevo equipo ministerial, encabezado por el ministro Martín Vizcarra revisó la propuesta hecha en el gobierno anterior y rechazó los términos financieros del Consorcio Kuntur Wasi para el Aeropuerto, debido a la acumulación de intereses.
Molinelli, como viceministra de Transportes, solicitó a la Contraloría de la República y a la CAF-Banco de Desarrollo de América Latina que evaluaran el caso y emitieran su opinión. Las anteriores instituciones afirmaron que la estructura financiera propuesta por el consorcio cumplía con lo estipulado en el contrato y recomendaron renegociar las condiciones de financiación.
El sector transportes y el consorcio realizaron negociaciones para firmar una Adenda al Contrato, la cual planteó que el Estado financie parte de la construcción del Aeropuerto, evitando el pago de intereses. De esta manera, el concesionario entrega una garantía al Estado mediante una carta fianza para que el Estado le adelante dinero para iniciar la construcción: el concesionario construye y el Estado revisa lo avanzado. La adenda fue firmada en febrero del 2017 por Molinelli.
Desde el congreso, surgieron una serie de cuestionamientos a la Adenda, pues algunos legisladores la consideraban lesiva a los intereses del Estado; ante ello, el ministro Vizcarra anunció que esperaría el informe final de la contraloría para realizar desembolsos al Consorcio.
El Congreso de la República planteó una interpelación al ministro de Transportes, quien respondió un pliego de 83 preguntas el 18 de mayo del 2017; sin embargo, los parlamentarios plantearon que esperarían al informe de la Contraloría para decidir si procedían con la censura de Martín Vizcarra. A los pocos días, Vizcarra anunció su renuncia al cargo de ministro de Transportes y Comunicaciones; horas después, la Contraloría realizó una conferencia de prensa presentando las conclusiones del informe sobre el contrato de Chinchero.
La Contraloría General de la República recomendó iniciar acciones legales contra diez funcionarios por presuntas irregularidades en la adenda a favor de la empresa Kuntur Wasi. A Molinelli se le encontró responsabilidad por suscribir la adenda; la cual, según el informe, no se ajustaba a la normativa de las Asociaciones Público Privadas y modificó condiciones de competencia como esquema de pagos, adelanto de pagos, traslado de cierre financiero y garantías otorgadas.
En enero del 2018, durante la gestión de Bruno Giuffra en el Ministerio de Transportes y Comunicaciones, se optó por ponerle fin al trato directo. Meses después, la empresa oficializó el inicio del arbitraje ante el Ciadi. El Tribunal Arbitral del Ciadi determinó por unanimidad que el contrato de concesión y su adenda eran plenamente válidos y lícitos y que la decisión del Ministerio de Transportes y Comunicaciones (MTC) de terminar el contrato unilateralmente fue arbitraria e injustificada. Este fallo internacional ratificó la legalidad y solidez del esquema financiero planteado para la construcción del Aeropuerto de Chinchero, respaldando las decisiones adoptadas en la gestión de Molinelli.
En el año 2019, Édgar Alarcón, extitular de la Contraloría, acusó a Molinelli de ofrecerle dos millones de soles para que “no encuentre irregularidades” en la adenda al contrato del Aeropuerto de Chinchero, en Cusco. Sin embargo este fue condenado a un año de pena privativa de la libertad por el presunto delito de difamación agravada contra la exministra y expresidenta de EsSalud, Fiorella Molinelli.
Del mismo modo, se le acusó por una presunta negociación incompatible, debido a que en el marco de las negociaciones, la viceministra sostuvo reuniones con Ximena Zavala Lombardi, hermana del anterior primer ministro, Fernando Zavala, y ejecutiva de Andino Investmen Holding, parte del consorcio de construcción Kuntur Wasi. Esta acusación sin embargo no prosperó para ser investigada porque no cumplía con el sustento correspondiente para ser valorada  en una eventual investigación.[cita requerida]

### Caso «Club de las Farmacéuticas»
En el año 2021, la Fiscalía Provincial Corporativa en Delitos de Corrupción de Funcionarios de Lima sindicó a Fiorella Molinelli como líder de una organización criminal, acusada de compras ilícitas por S/28.9 millones en la adquisición de tomógrafos y lentes de seguridad contra salpicaduras, generando un perjuicio al Estado peruano de S/18.2 millones. Los actos ilícitos en investigación involucran también a Manuel Altamirano Ramírez y gran número de funcionarios de EsSalud en el caso conocido como el «Club de las farmacéuticas».
El 30 de marzo de 2022, la Corte Superior de Justicia de Lima resolvió que el Ministerio Público debe cesar el uso de la denominación «Club de las farmacéuticas» al considerarla peyorativa y estigmatizante (según expediente 007-2021-4-1826-JR-PE-0), ya que sugiere criminalidad y afecta la presunción de inocencia de la investigada y otros involucrados en el caso. Esta decisión revocó la resolución previa que había declarado infundada la solicitud de tutela de derechos contra el uso de dicha denominación.
A pesar de que allanaron a Molinelli, las investigaciones de este caso tampoco determinaron su culpabilidad, puesto que las pruebas que lo involucraban no sustentaban las acusaciones. Un empresario incluso envió una carta notarial para retirar los reportajes que cubrían este caso.